# Federação Portuguesa de Hóquei
Die Federação Portuguesa de Hóquei (FPH) ist der Dachverband für Hockey in Portugal. Er wurde am 9. Juni 1948 in Lissabon gegründet und hat heute seinen Sitz in der Nummer 961 der Avenida Dr. Antunes Guimarães, in Porto.

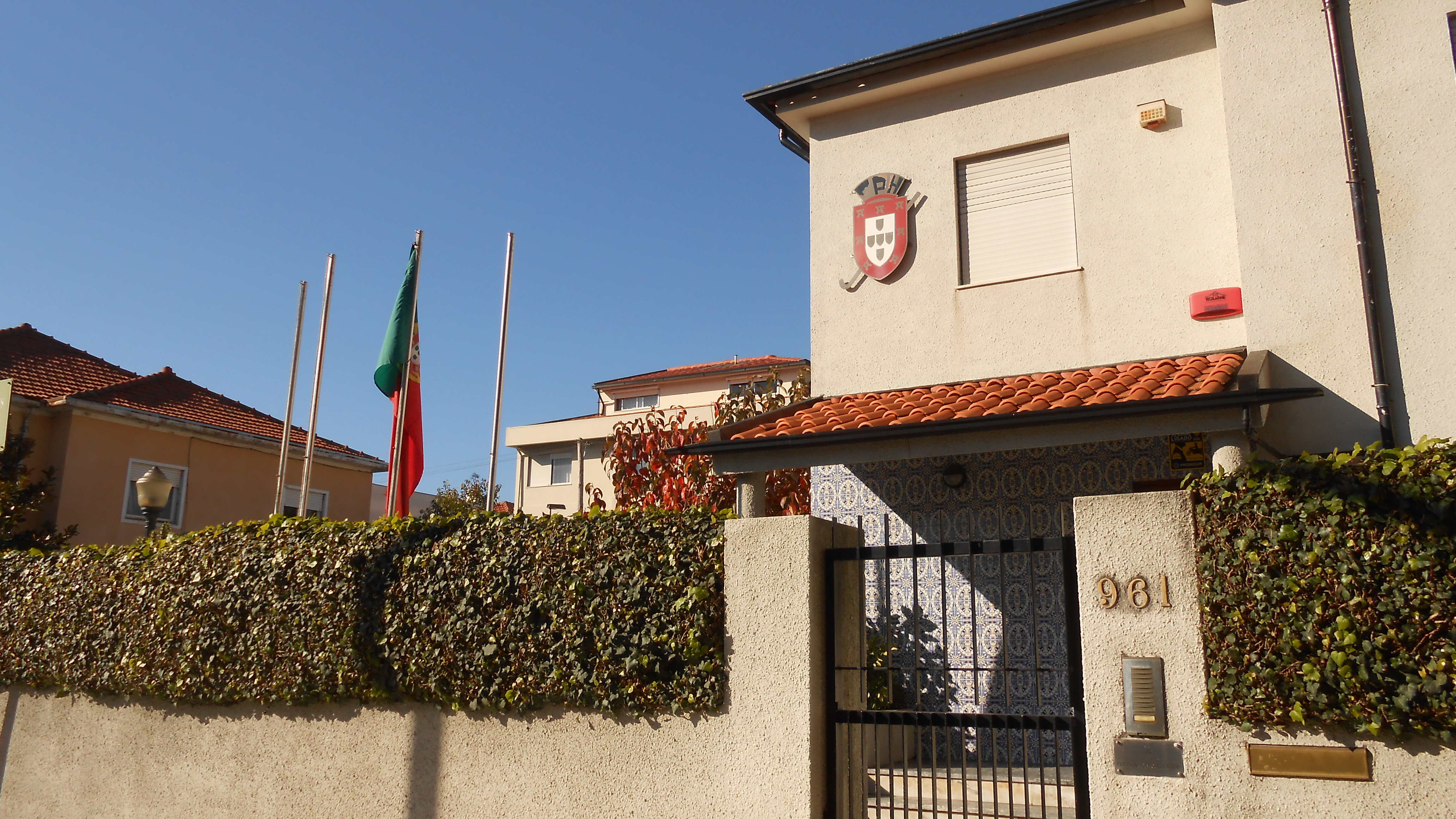
Der Verbandssitz in Porto

Die FPH gehört u. a. dem Weltverband Fédération Internationale de Hockey (FIH), dem europäischen Kontinentalverband European Hockey Federation (EHF) und dem Comité Olímpico de Portugal, dem Nationalen Olympischen Komitee Portugals an.
In den zwölf Mitgliedsvereinen der FPH sind 1838 aktive Spieler der verschiedenen Altersklassen registriert, davon 597 weibliche und 1241 männliche Spieler.

## Aktivitäten
Die FPH ist zuständig für Feldhockey, Hallenhockey, Strandhockey und Behindertenhockey in Portugal.
Der Verband betreut die verschiedenen Nationalmannschaften und organisiert verschiedene Wettbewerbe, darunter insbesondere die Feldhockey-Landesmeisterschaften (Campeonato Nacional de Hóquei de Campo) der Damen und der Herren. Die Damen des Sport CP aus Porto konnten 2015 ihre dritte Meisterschaft in Folge feiern, während bei den Herren der AD Lousada aus Lousada zum achten Mal Meister wurde. Der Klub qualifizierte sich auch mehrmals international, zuletzt zur Euro Hockey Challenge I 2014/15.
Auch der oberste Pokalwettbewerb der Damen (Taça de Portugal Seniores Femininos) und der Herren (Taça de Portugal Seniores Masculinos) gehört dazu, deren Endspiele üblicherweise im Estádio Nacional in Jamor (Kreis Oeiras) stattfinden. 2014 gewannen die Damen des Sport CP ihren dritten Pokal, während bei den Herren der AD Lousada die Trophäe zum vierten Mal errang.
Zu seinem 50. Jubiläum im Jahr 1998 organisierte der Verband erstmals die Gala do Hóquei, im Casino de Espinho. Seit 2009 findet die Veranstaltung jährlich an wechselnden Veranstaltungsorten statt. Bei dem medial begleiteten Gala-Abend zeichnet die FPH verdiente Persönlichkeiten des Hockeysports in Portugal aus.
Seit 2010 veranstaltet die FPH zudem den Dia Nacional do Hóquei, den nationalen Hockeytag. Dabei versammelt die FPH jedes Jahr an einem anderen Ort eine Vielzahl Hockeyaktive zu Showturnieren und Vorträgen.

## Organisation

### Struktur
Präsidentin ist Joana Catarina Martins Gonçalves (Stand September 2015). Neben der Verbandsleitung mit Präsidentin und Vizepräsidenten verfügt der Verband über eine Generalversammlung (Assembleia Geral) und vier weitere Organe:
- Conselho Arbitragem (dt.: Schiedsrat)
- Conselho Disciplina (dt.: Disziplinarrat)
- Conselho Justiça (dt.: Rechtsrat)
- Conselho Fiscal (dt.: Aufsichtsrat oder auch Kontrollrat)

Der Verband unterhält vier Abteilung:
- Departamento Médico (Sportmedizinische Abteilung)
- Departamento Administrativo (Verwaltung)
- Departamento Financeiro (Finanzen)
- Departamento Técnico (Sporttechnische Abteilung), welche nochmal in fünf Unterabteilungen aufgeteilt ist:
  - Departamento Competições (Wettbewerbe)
  - Departamento Desporto Adaptado (Behindertensport)
  - Formação (Aus- und Weiterbildung)
  - Youth Panel (Jugendabteilung)
  - Departamento Promoção e Desenvolvimento (Werbe- und Entwicklungsabteilung)

### Finanzen
Das Geschäftsjahr 2014 schloss die FPH mit einem Verlust von −31.885,84 € ab, nach −22.898,64 € im Vorjahr. Dabei standen den Einnahmen von insgesamt  261.262,74 € Ausgaben von insgesamt 293.148,58 € entgegen.
Damit entspricht die Lage der FPH der allgemein schwierigen Situation der meisten portugiesischen Sportverbände, die sich bei sinkenden öffentlichen Zuschüssen um steigende Einnahmen und gesteigerte Kostenkontrolle bemühen, in einem wirtschaftlich anhaltend schwierigen Umfeld. Grund ist die rigide Sparpolitik der Regierung und die angespannte wirtschaftliche Gesamtsituation in Portugal in Folge der Eurokrise.